# Carl Christian Kreüger
Carl Christian Kreüger, född den 20 mars 1803 i Helsingfors, död den 16 november 1865 i Karlskrona, var en svensk militär. Han var halvbror till Johan Henrik Kreüger. 
Kreüger blev student vid Åbo akademi 1821, men överflyttade till Sverige samma år. Han blev fänrik vid Upplands regemente 1824, underlöjtnant vid Sjöartilleriregementet samma år och löjtnant där 1836. Kreüger tjänstgjorde som stabsadjutant hos överkommendanten 1834–1839 och var kommenderad på fregatten Eugenie under en expedition till Medelhavet 1846–1847. Kreüger befordrades till kapten 1847, till major 1854, till överstelöjtnant 1856 och till överste och chef för Marinregementet sistnämnda år. Han blev riddare av Svärdsorden 1854.